# LG L90
LG L90 (D405N) è uno smartphone di fascia media commercializzato in Europa a partire da Aprile 2014. Fa parte della terza generazione della gamma L Series di LG, di cui è il modello di punta. Dispone come sistema operativo Android 4.4.2 Kitkat.
Il dispositivo è dotato di un display da 4,7 pollici,
di un processore 1.2 GHz Quad Core e di una fotocamera da 8 megapixel con flash LED e autofocus + fotocamera anteriore da 0.3 mpx. La memoria interna è di
8GB (di cui 4GB disponibili per l’utente) espandibile tramite schede MicroSD fino ad un massimo di 32GB mentre la memoria RAM è di 1GB.
Inoltre è dotato delle funzioni "Knock On" e "Knock Code" per lo sblocco del display ed è dotato di porta a infrarossi, di tecnologia NFC, di Bluetooth 4.0 e di  Wi-Fi. La capacità della batteria è di 2540 mAh.